# Headlights (Robin Schulz)
Headlights is een nummer van de Duitse dj Robin Schulz uit 2015, ingezongen door de Amerikaanse singer-songwriter Ilsey. Het is de tweede single van Schulz' tweede studioalbum Sugar.
Het zomerse deephousenummer gaat over de drang in het midden van de belangstelling willen te staan. De hoofdpersoon in het nummer voelt de noodzaak om de wijde wereld in te gaan. Hij wil dag en nacht toegejuicht worden op de grootste podia ter wereld. Dat hij iedereen die hem lief is dan achterlaat, vindt hij niet zo erg.
"Headlights" werd een bescheiden hit in Europa. In Robin Schulz' thuisland Duitsland haalde het de 6e positie. In de Nederlandse Top 40 haalde het nummer de 26e plek, en in de Vlaamse Ultratop 50 de 16e.